# Peace Off
Peace Off is een platenlabel voor elektronische muziek dat met name IDM, raggacore en breakcore uitgeeft. Onder het label vallen ook de sublabels Bang A Rang, Brothers In Blood, Damage, Kamikaze Club, Mutant Sniper en Ruff.

## Artiesten
- Rotator
- TechDiff
- Rotator Kids
- Ruby My Dear
- Sa†an
- Stazma
- Xanopticon
- Sickboy
- Doormouse
- Mochipet
- Cardopusher
- Krumble
- Repeater
- TechDiff